# Bollerup borg
Bollerup (før 1658 dansk: Bollerup borg) var en borg og et sogn i Ingelstad herred i Skåne.
Bollerup første ejer var Bulle, der gav stedet sit navn (Bullathorp, nævnt 1310). Siden var det i 1200-tallet sæde for slægten Due, men kom i 1300-tallet ved ægteskab til slægten Thott. I 1401 blev det solgt i til slægten Krognos på Krapperup. Da denne slægt uddøde i 1573, kom Bollerup først slægten Gøyes eje, i 1624 til et medlem af slægten Lycke og siden i 1640'erne til slægten Rantzau.
I dag er der jordbrugsgymnasium på stedet.

## Ejere af Bollerup i den danske tid
| - Bulle - 1200-tallet Peder Nielsen Due - 1340 - ? (sønner) Niels, Martin og Anders Pedersen Due, barnløse - ? - 1401 (brorsdatter) Margrete Bondesdatter Due, g.m. Jep Axelsen af Thott-slægten. - 1401 - ? Stig Pedersen Krognos til Krapperup - ? - 1426 (søn) Oluf Stigsen Krognos den rige (også den ældre) - 1426 - ca. 1460 (søn) rigsråd Stig Olufsen Krognos til Krapperup, g.m. Barbara Thorkildsdatter Brahe - ca. 1460 - 1515 (søn) Oluf Stigsen Krognos til Krapperup og Bollerup, g.m. Anne Mouritsdatter Gyldenstjerne til Aagaard | - 1515 - 1550 (søn) Mourits Olufsen Krognos til Bregentved, g.m. Eline Gøye til Clausholm - 1550 - 1553 Enken Eline Gøye - 1553 - 1573 (søn) rigsråd Oluf Mouritsen Krognos til Bregentved, Ballerup og Clausholm, g.m. Anne Hardenberg, barnløse - 1573 - 1584 (Eline Gøyes halvbror) Christoffer Gøye, g.m. Beate Eriksdatter Bølle, barnløse - 1584 - 1624 (brorsøn) Mogens Gøye til Gunderslevholm og Bollerup, g.m. Hillebore Krase, barnløse - 1624 - 1649 (søstersøn) Falk Lykke, g.m. Kirsten Rantzau - 1649 - ? (svogers enke) Ide Skeel, g.m. Frederik Rantzau - ? - ? (søn) Otte Rantzau, g.m. Sofia Amalia Krag |